# 光行差
光行差（こうこうさ）（英語: aberration of light）とは、天体を観測する際に観測者が移動しているために、天体の位置が移動方向にずれて見えるとき、そのずれを指す用語である。
1728年、イギリスの天文学者ジェームズ・ブラッドリーが発見した。

## 解説
光行差は雨に例えて説明されることが多い。風の影響がなく雨が垂直に降るなかを自動車に乗って走ると、頭頂ではなく体の前面が濡れる。すなわち、雨は斜め前方の空から鉛直に対してある程度の角度をもって降ってくる様に見えるが、実際は自分の現在いる位置の真上の空からやってきている。
これを光行差の話に当てはめてみる。ここで観測者の移動方向に対して垂直な方向にある天体を考えると、天体の光が垂直に降る中を、観測者が移動すると、天体の光は斜め前方の空から来たように、すなわち天体が斜め前方にあるように見えるのだが、実際には天体は観測者の真上にある。天体が直上からずれて前に見える差が光行差であり、その見かけの方向と鉛直の成す角度aで測られる。
一般に、観測者が速さvで移動しており、この移動方向に対して角度θの方向にある天体について考えると、この天体の光行差の角度aについて
{\displaystyle {\frac {1}{\tan(\theta -a)}}={\frac {1}{\sqrt {1-v^{2}/c^{2}}}}\left({\frac {1}{\tan \theta }}+{\frac {v}{c\sin \theta }}\right)}
が成り立つ。ここでcは光速度である。{\displaystyle v/c\ll 1,a\ll 1} として近似すると
{\displaystyle a={\frac {v\sin \theta }{c}}}
と求めることができる。

## 年周光行差
光速度は非常に大きいので、観測者もかなりの速度で移動しなければ光行差によるずれは検出できない。地球上では観測者をもっとも速く移動させるのは地球の公転であり、これによって起こる光行差を年周光行差（ねんしゅうこうこうさ）とよぶ。ブラッドリーが発見したのもこの年周光行差であり、地球が動いているとする地動説を支持する最初の直接的な証拠となった。なお、ブラッドリー自身は古来から地動説の証拠と考えられていた年周視差の観測を目的としていたが、これには成功していない。
地球の公転速度は平均で約29.76km/sである。これを上の式に当てはめるとaは最大で20.49秒となる。公転面に対して垂直な天体は半径20.49秒の円を描く。公転面上、すなわち黄道上にある天体では40.98秒の距離を往復するように見える。その他の星は長軸40.98秒で、短軸は公転面からの角度に応じた長さの楕円を描くように見える。

## 日周光行差
もう一つ考えなければならないのが地球の自転による光行差である。赤道上での自転速度は0.465 km/sであり、これを式に当てはめると最大の光行差は0.32秒ほどになる。緯度の高い地点ほどこの値は小さくなる。これを日周光行差（にっしゅうこうこうさ）という。観測者は常に東へ向かっているので、天体がそれに対して垂直な方向にあるとき、すなわち南中するときに日周光行差が最も大きくなる。

## その他の光行差
この他、太陽系自体の運動によるものを永年光行差、太陽系内の天体について光が到達するまでの動きを補正値として加えたものを惑星光行差という。